# براتوچیتسه
براتوچیتسه (به لهستانی:  Bratucice) یک روستا در لهستان است که در گمینا ژزاوا واقع شده‌است. براتوچیتسه ۷۰۰ نفر جمعیت دارد.